# Saul Santos Silva
Saul Santos Silva (Bagé, 31 oktober 1937) is een voormalig Braziliaanse voetballer, beter bekend onder zijn spelersnaam Saulzinho.

## Biografie
Saulzinho begon bij de jeugd van Bagé en maakte dan de overstap naar de rivalen van Guarany. In 1959 speelde hij met Guarany de finale van het Campeonato Gaúcho tegen Grêmio en verloor deze wedstrijd met 3-0. In 1961 werd hij verkocht aan Vasco da Gama en maakte zijn debuut tegen Santos in het Torneio Rio-São Paulo. Hij werd topschutter van het Campeonato Carioca 1962 met 18 goals in 19 wedstrijden.
In 1966 speelde hij twee wedstrijden voor het nationale elftal. Op 17 april tegen Chili in de Copa Bernardo O'Higgins, die Brazilië met 1-0 won en drie dagen later tegen hetzelfde team, nu verloor Brazilië met 1-2.